# Giallo (álbum)
Giallo es el nombre del quinto álbum de estudio de José Madero, lanzado el 22 de mayo de 2022 en formato digital y posteriormente a ediciones de copias físicas. El álbum tiene en total 13 canciones. 

## Antecedentes
Durante el confinamiento por la pandemia de COVID-19, José Madero llevó a cabo varias transmisiones en vivo desde su cuenta de Instagram, donde compartió detalles sobre sus actividades creativas. En una de estas sesiones, reveló que había escrito 15 canciones y que planeaba grabarlas en los próximos meses. Según el artista, la temática del álbum abordaría principalmente las enfermedades mentales, un tema que ya había explorado en su sencillo independiente Riesgo de Contagio. También mencionó que el proyecto incluiría reflexiones sobre su propia muerte y las posibles circunstancias relacionadas con ese suceso, lo que daría a algo introspectivo y personal a esta nueva producción.
Más tarde, el 11 de junio de 2020, Madero publicó una fotografía en Instagram que lo mostraba trabajando en el estudio junto a Flip Tamez, guitarrista de Jumbo y productor de su álbum anterior. Durante agosto de ese año, compartió varias historias en la misma red social, mostrando el avance del proceso de grabación junto a su banda. Este proyecto fue identificado con el hashtag #MaderoV, en alusión a ser el quinto álbum de su carrera como solista.
El título que significa "amarillo" en italiano, es una referencia al género cinematográfico del mismo nombre, conocido por sus historias de misterio y suspenso. Este concepto influyó en la atmósfera introspectiva y en los temas del álbum, los cuales exploran el paso del tiempo, la soledad y el legado personal.

## Sencillos
El primer sencillo oficial del disco, Quince Mil Dias, fue publicado el 14 de octubre de 2021 en todas las plataformas de audio y video. El video de esta canción fue lanzado el mismo día y muestra una narrativa visual introspectiva, en la que  José aparece en diversos escenarios sombríos y solitarios, reflejando el tema de la reflexión personal y el paso del tiempo.
El segundo sencillo, La Herida, fue dado a conocer el 27 de enero de 2022. El video fue estrenado junto con la canción y presenta escenas de tensión emocional, usando imágenes crudas y potentes que subrayan la intensidad de la letra, que habla de las heridas emocionales y los conflictos internos.
El tercer sencillo, Soy el Diluvio , estrenado el 21 de abril de 2022. El video oficial tiene una estética minimalista y simbólica, donde José interpreta las emociones de la canción sobre un entorno desolado, reflejando el desbordamiento emocional descrito en la letra.
Finalmente, el cuarto sencillo, Documentales. Lanzado el 26 de mayo de 2022, coincidiendo con el estreno del álbum. El video de esta canción tiene un enfoque narrativo, con imágenes que exploran la vida cotidiana como si fuera un documental, resaltando las experiencias personales y la reflexión profunda sobre la vida.

## Lista de canciones
| N.º   | Título                       | Duración |  |
| 1.    | «Quita esa cara»             | 4:18     |  |
| 2.    | «Soy el diluvio»             | 3:04     |  |
| 3.    | «Cantar de gesta»            | 3:35     |  |
| 4.    | «Quince mil días»            | 4:00     |  |
| 5.    | «Cerraron Chipinque»         | 4:22     |  |
| 6.    | «La herida»                  | 3:45     |  |
| 7.    | «A tu merced»                | 4:20     |  |
| 8.    | «Nadie más vendrá»           | 3:44     |  |
| 9.    | «En vano»                    | 4:21     |  |
| 10.   | «Providencia a la izquierda» | 4:39     |  |
| 11.   | «Documentales»               | 3:43     |  |
| 12.   | «Siempre vos»                | 3:27     |  |
| 13.   | «Lo dorado se desvanece»     | 3:22     |  |
| 50:46 |                              |          |  |

## Personal
- José Madero – Voces, guitarras

- Flip Tamez – Guitarra

- Zaira Jabnell – Coros

- Rodrigo Montfort – Teclados, Órgano, Piano, Batería

- Rodrigo Trujillo Muela – Bajo

- Gerardo Arizpe – Batería

- Ana Karen Lazcano – Cello

- Stefano Darakchiev – Viola

- Federico Caballero – Percusiones